# Jens Peter Petersen
Jens Peter Petersen, född 29 juli 1804 i Lyngby, död 7 september 1848, var en dansk trädgårdsmästare. Han var bror till Carl Ludvig Petersen
Petersen var son till Matthias Petersen, var i arvprins Frederiks tjänst, och Maren Borch. Barndomen tillbringade han dels i Lyngby, dels i Köpenhamn, där han genom dåvarande prins Christians försorg åtnjöt undervisning i de bästa skolorna. År 1819 kom han i lära hos slottsträdgårdsmästare Vothmann vid Sønderborg slott, efter tre års vistelse där blev han elev i Rosenborgs slottsträdgård, där han avlade trädgårdsexamen 1823. År 1824 reste han till England, där han vistades under tre år, och anställdes 1828 som underträdgårdsmästare vid Rosenborg. Efter att ha företagit en resa genom Skottland, England och Nederländerna utnämndes han 1832 till slottsträdgårdsmästare där. De goda kunskaper om utländska förhållanden, som han hade förvärvat genom dessa resor och en resa, han företog 1837 till England, Frankrike, Rhenlandet, Tyskland och Preussen, kom honom mycket till godo. Han införde många förbättringar i driveriet på Rosenborg, således blev de hittills använda rökkanaler ersatta av varmvattensledningar. Till ananasdriveriet inrättade han ett särskilt hus och två murade kasser efter engelskt mönster. Driveriet för vin och persikor blev delvis ombyggt, och krukvinsodlingen var han den förste, som började med i Danmark. Jordgubbar odlades med framgång i och i stor omfattning, likaledes blev fikon- och champinjonodlingen betydligt förbättrad. Förutom driveriet uppnådde även blomsterodlingen stor fullkomlighet; han byggde ett särskilt orkidéhus och hade bland annat georginer, rosor, camellier, rhododendron, fuchsier som ingen annan. Rosenborgs trädgård blev under hans ledning en mönsterträdgård och därigenom en eftersökt läroplats. Han inledde ett nytt kapitel i det danska trädgårdsskötselns historia. Han var medredaktör av Havetidende 1835–1837. År 1829 ingick han äktenskap med Luise Lindegaard (1799–1855), dotter till slottsträdgårdsmästare Peter Lindegaard.